# Ostertagia ostertagi
Ostertagia ostertagi, generalmente conocido como gusano de estomacal mediano o marrón, es un nematodo (gusano redondo) parásito del ganado. O. ostertagi También puede encontrarse en menor medida en ovejas, cabras, rumiantes salvajes y caballos. La especie causa ostertagiosis, que es potencialmente mortal en el ganado. Se encuentra en todo el mundo y posee importancia económica en las industrias ganaderas, en particular las que se encuentran en climas templados.
El nematodo del abomaso O. ostertagi es un nematodo del Clado V del orden Strongylida, familia Trichostrongylidae y género Ostertagia. Ransom describió por primera vez el género Ostertagia en 1907, el cual actualmente contiene aproximadamente 15 especies. Todas las  especies del género Ostertagia infectan a rumiantes domésticos o salvajes. Esta especie forma un grupo grande y complejo, cuya taxonomía no se ha dilucidado del todo.

## Ciclo de vida
O. ostertagi tiene un ciclo de vida directo, que consiste en dos etapas: la etapa de vida libre en el pasto (preparasitaria) y la etapa parasitaria en el huésped (por ejemplo, el ganado). Los huevos de hembras maduras en el abomaso se pasan en las heces. Estos huevos eclosionan en la vía fecal hasta las larvas de primer estadio (L1). Las larvas de L1 crecen y mudan a larvas de segundo estadio (L2). Posteriormente, las larvas de L2 mudan para convertirse en larvas infecciosas de tercer estadio (L3). Los L3 retienen la cutícula de la segunda etapa (L2) como una vaina protectora, y pueden sobrevivir por largos períodos dentro de la zona fecal. El tiempo que tardan en convertirse en larvas infecciosas depende de estímulos favorables como la temperatura (aproximadamente 25-27 °C) y la humedad. Típicamente, el desarrollo toma de 10 días a 2 semanas. La etapa parasitaria del ciclo de vida comienza cuando las condiciones cálidas y húmedas hacen que las larvas L3 emigren a la hierba que rodea el excremento fecal, que se ingiere durante el pastoreo. En el rumen las larvas de L3 pierden su vaina protectora y pasan al abomaso donde penetran en las glándulas gástricas. Después de la pérdida de su vaina y la penetración en las glándulas gástricas, la L3 muda a L4 y posteriormente a las larvas L5. Los gusanos adultos jóvenes emergen entonces de las glándulas gástricas y continúan su maduración en la superficie mucosa del abomaso. Una vez madura la reproducción sexual comienza y se producen los óvulos, completando así el ciclo de vida. El período normal de pre-patente para O. ostertagi es de 21 días. Sin embargo, bajo ciertas circunstancias, las larvas de L3 ingeridas pueden suspender su maduración y volverse latentes como larvas de L4 inhibidas dentro de las glándulas gástricas. Este desarrollo detenido se llama hipobiosis y puede durar hasta seis o siete meses. Es evidente que cuando se produce un retraso en el desarrollo, el período de protección de la patente se prolonga. Los estudios sugieren que el proceso de inhibición en O. ostertagi depende de las condiciones climáticas a las que están expuestas las larvas infecciosas de L3 en los pastos, y del tiempo que las larvas de L3 pasan en los pastos. En las regiones templadas del hemisferio norte, la hipobiosis ocurre en otoño y a principios del invierno, pero en el hemisferio sur hay evidencia de que este fenómeno ocurre en primavera y a principios del verano.

## Morfología
Las especies de la subfamilia Ostertaginae forman un grupo grande y complejo, cuya taxonomía no se ha dilucidado del todo y está en constante revisión. Los adultos de O. ostertagi son gusanos delgados de color marrón rojizo. Los machos adultos miden 6-8mm, las hembras adultas 8-11mm, y los huevos miden 70-86μm en longitud. La identificación de los gusanos gástricos medios adultos se basa en la estructura de la bursa, el cono genital y las espículas en los machos y en las dimensiones de la válvula esofágica y la configuración de la sinfonía en machos y hembras. La cutícula en la región anterior está estriada transversalmente mientras que el resto del cuerpo no lo está y soporta alrededor de 36 crestas longitudinales. Los Ostertaginae se caracterizan por una cápsula bucal reducida y cabeza cuadrada, y una bursa copulatoria bien desarrollada en el macho. El cono genital porta ventralmente dos papilas delgadas pequeñas y dorsalmente dos papilas delgadas largas rodeadas por una membrana bursal accesoria. Los rayos laterales de la bursa copulatoria tienen un patrón de 2-1-2 o 2-2-1. La clave para identificar morfológicamente a los machos de O. ostertagi es un procono prominente y el resto del cono genital no es prominente. Las espículas son de igual longitud y forma, afilándose hacia el extremo distal. La clave para identificar morfológicamente a las hembras de O. ostertagi es el sinlofo lateral con un par de crestas que terminan junto a la cresta lateral entre la papila cervical y el extremo posterior del esófago. Las papilas cervicales son prominentes y espinosas. Un gran número de crestas cutáneas superficiales (sinópodos) son perpendiculares a la superficie. Las larvas infecciosas L3 de O. ostertagi también pueden identificarse morfológicamente. La L3 tendrá una vaina externa. La cabeza de la larva es redondeada y puede distinguirse de la de Cooperia spp. por carecer de los dos cuerpos refractivos en la cabeza que se ven en esta especie. La cola de las larvas dentro de la vaina es redondeada y el cuerpo contiene 16 células intestinales. La vaina externa de las larvas de O. ostertagi también tiene una punta mucho más roma que la de Copperia spp. o Haemonchus placei. O. ostertagi también puede distinguirse de las larvas L3 de Trichostrongylus spp. ya que tiene una extensión de la cola de vaina mucho más larga.

## Biología molecular
La estimación de medida del genoma para O. ostertagi Es ~58 MB, basado en T. circumcincta (Ostertagia circumcincta), cuyo genoma es 58.6 MB  y en H. contortus En 52 MB, basó encima flujo cytometry. hay 7,006 identificó expresado sequenced etiquetas (ESTs), representando 2,564 genes.

## Enfermedad
La ostertagiosis clínica ocurre normalmente en los terneros de la primera temporada de pastoreo, pero puede afectar a los animales maduros. La infección subclínica reduce el aumento de peso y la tasa de crecimiento, reduce la eficiencia reproductiva y reduce la producción de leche. El principal síntoma clínico de la ostertagiosis bovina fulminante es la diarrea acuosa, que suele ir acompañada de disminución del apetito y anorexia. Los animales infectados se caracterizan por tener el pelaje opaco y áspero y los cuartos traseros sucios de heces como consecuencia de la diarrea profusa. El ganado vacuno está frecuentemente coinfectado con muchos nematodos gastrointestinales, incluyendo especies de los siguientes géneros: Ostertagia, Haemonchus, Bunostomum, Oesophagostomum, Trichuris, Trichostrongylus, Cooperia, y Nematodirus. Los signos clínicos entre estas especies de nematodos son difíciles de distinguir entre sí, y a menudo se denominan síndrome llamado gastroenteritis parasitaria. La ostertagiosis clínica puede observarse bajo dos tipos de circunstancias denominadas enfermedad de tipo I y II.

### Enfermedad Tipo I
Enfermedad Tipo I ocurre en el ganado joven que pasta en campos por primera vez durante el período de alta contaminación de los pastos. Este síndrome generalmente ocurre en los meses de verano y otoño en el hemisferio norte y durante los meses de invierno y primavera en el hemisferio sur.  Las larvas infectadas son ingeridas diariamente por el ganado joven en el pasto. Los signos patológicos y clínicos se deben al desarrollo directo de un gran número de larvas de L3 a gusanos adultos durante un período de tiempo relativamente corto (aproximadamente 3 semanas) en animales jóvenes con un sistema inmune ingenuo a las infecciones por Ostertagia. Los gusanos adultos jóvenes luego se desprenden de las glándulas gástricas, causando daño sustancial a la pared abomasal. Los casos leves provocan una reducción del crecimiento o de la producción y los casos graves pueden dar lugar a una enfermedad fulminante caracterizada por diarrea acuosa profusa, pérdida rápida de peso, edema submandibular ("mandíbula de botella"), anemia y muerte.

### Enfermedad Tipo II
La Enfermedad Tipo II puede ocurrir en crías de un año y en ganado más viejo. Es el resultado de la detención de L4s reanudar su desarrollo a adultos inmaduros y dejar las glándulas gástricas. Esto puede ocurrir semanas o meses después de haber sido ingerido como L3s y es consecuencia de condiciones ambientales favorables. Las larvas reanudarán la maduración gradualmente o en ráfagas. Los signos clínicos son idénticos a los de la enfermedad de tipo I y la gravedad depende de la magnitud de las erupciones. En el hemisferio norte, la enfermedad de tipo II se observa con frecuencia a principios de la primavera y en el otoño en el hemisferio sur.

## Patología
Los gusanos se pueden ver e identificar fácilmente en el abomaso, y las petequias pequeñas (manchas de sangre) pueden ser visibles donde los gusanos se han estado alimentando. Las lesiones más características de las infecciones de ostertagia son múltiples nódulos umbilicales pequeños, blancos y elevados de 1-2 mm de diámetro. Estos pueden ser discretos, pero en las infecciones graves tienden a fusionarse y dan lugar a una apariencia de "adoquines" o "cuero de marruecos". Los nódulos son más marcados en la región del fondo del ojo, pero pueden cubrir toda la mucosa abomasal. En casos graves, el edema puede extenderse sobre el abomaso hasta el intestino delgado y el omento. Cuando se examinan histológicamente, las glándulas gástricas abomasales contienen larvas en diferentes etapas de desarrollo, lo que resulta en hiperplasia y distensión de las glándulas, y aplanamiento del epitelio glandular. Las glándulas afectadas carecen de células principales productoras de ácido parietal y pepsinógeno. Las enfermedades de tipo I y II suelen diferenciarse por la presencia de un mayor número de leucocitos, eosinófilos y agregados focales de células linfoplasmocíticas en animales con enfermedad de tipo II.

## Fisiopatología
Las consecuencias del daño hecho a la glándula gástrica por  O. ostertagi incluyen:
1. El pepsinógeno no se activa a su forma activa, la pepsina, debido a la disminución de la producción de ácido causada por la pérdida de la función de las células parietales, resultando en un aumento en el pH del abomaso.[22]
2. Debido al aumento del pH abomasal, las proteínas no se desnaturalizan ni se digieren. La energía alimentaria y las proteínas, que de otro modo se utilizarían para el crecimiento, deben utilizarse para sustituir a estas proteínas. El resultado es la pérdida de peso.[22]
3. También debido a la elevación del pH del abomaso, hay un aumento en el número de bacterias en el abomaso, lo que puede contribuir a la diarrea observada en casos clínicos.[22][18]
4. Ocurre el movimiento de las proteínas séricas, particularmente de la albúmina de la sangre circulante hacia el lumen abomasal debido al compromiso de las uniones intracelulares. El aumento de la albúmina disminuye la absorción de líquidos por el intestino, causando diarrea. La pérdida de albúmina también hace que los líquidos corporales se acumulen en las partes inferiores del cuerpo, como debajo de la mandíbula (mandíbula de botella) o en el abdomen (ascitis).
5. El aumento del pH abomasal también estimula la producción de gastrina y, por lo tanto, de hipergastrinemia, que está estrechamente relacionada con la inapetencia. Esta disminución de la ingesta asociada a los parásitos ha demostrado ser en gran medida responsable de la disminución del aumento de peso.

## Respuesta inmune y defensa
Los nematodos gastrointestinales pueden provocar una variedad de respuestas inmunitarias del huésped, dependiendo del estado inmunológico inicial del huésped, la especie del parásito y las condiciones ambientales. El cuerpo tiene varios mecanismos de defensa física contra los parásitos, incluyendo el continuo desprendimiento del epitelio intestinal para prevenir la adhesión del parásito. Sin embargo, una vez que ocurre una infección, el sistema inmunológico del huésped intenta limitar el daño causado por el gusano. Aparte de la importancia de los factores extrínsecos del clima, el clima y el manejo del pastoreo, el estado inmunológico del ganado es quizás el más significativo de todos los factores del huésped que influyen en la infección por O. ostertagi. A diferencia de otros nematodos gastrointestinales comunes del ganado vacuno, que están sujetos a una respuesta inmunitaria rápida del huésped después de períodos relativamente cortos de exposición y memoria del sistema inmunitario, una respuesta inmunitaria protectora del huésped contra O. ostertagi requiere períodos mucho más largos de exposición y no siempre es permanente. La falta de respuesta rápida para la Ostertagia puede ser el resultado de la inmunosupresión sugerida o del deterioro de las respuestas celulares y de anticuerpos. Se ha demostrado que O. ostertagi induce citocinas y linfocitos T en la respuesta inmune adaptativa del ganado, y se han hecho avances recientes para producir vacunas adecuadas dirigidas a la fase adulta de la Ostertagia. Las principales limitaciones para reducir la carga parasitaria mediante el uso de vacunas son la interacción compleja y dinámica entre el huésped y el parásito, que es única para cada especie de huésped y parásito, y que a menudo está influenciada por varios factores ambientales.

## Diagnóstico
La presencia de O. ostertagi en un huésped puede inferirse por varios métodos. El recuento fecal de huevos de lombriz (CEF), en particular (preferiblemente con especiación mediante cultivo y diferenciación larvaria), y el recuento total de lombrices son las pruebas más comúnmente empleadas en el diagnóstico de infecciones por helmintos en rumiantes. El recuento directo de huevos de nematodos en heces es el método preferido para los animales de un año de edad, mientras que en los animales adultos puede producir una alta variabilidad debido a la inmunidad de la vaca y a la baja producción de huevos. Se han desarrollado otros métodos bioquímicos para ayudar a diagnosticar con mayor precisión el parasitismo de O. ostertagi. Estos incluyen la determinación de anticuerpos antiparasitarios específicos en la leche. Los ensayos inmunoenzimáticos  (ELISAs) se han utilizado como herramienta de diagnóstico para cuantificar el impacto de los nematodos gastrointestinales en el ganado lechero mediante la medición de anticuerpos en la leche. Los niveles más altos de anticuerpos medidos por los métodos ELISA, conocidos como razones de densidad óptica (ODR), están asociados con la disminución de la producción de leche en el ganado lechero. Se han establecido resultados similares en la industria láctea entre el aumento de la RDO y los efectos negativos sobre la salud, el peso corporal y las medidas reproductivas La concentración de pepsinógeno en la sangre, que aumenta con la lesión de la mucosa abomasal, también se ha utilizado para diagnosticar la ostertagiosis. El análisis de sueros para aumentar los niveles de pepsinógeno en plasma es una ayuda útil para el diagnóstico. Generalmente, el aumento de los niveles de actividad del pepsinógeno (niveles de tirosina >3 IU) están asociados con el parasitismo clínico del abomaso.

## Tratamiento y Estrategias de Control
Existen varias clases de medicamentos antihelmínticos que se usan para controlar los nematodos gastrointestinales en el ganado. Los más comunes en la industria ganadera son los lactones macrocíclicos, que incluyen ivermectin y eprinomectina, benzimidazole, y imidazothiazoles que también se utilizan en menor medida. Debido al tratamiento rutinario del rebaño, existe una resistencia generalizada a los medicamentos antihelmínticos en los climas cálidos por parte de las ovejas, y una evidencia creciente de resistencia en el ganado en los climas templados. Como consecuencia, las industrias pecuarias tendrán que adaptar sus prácticas de cría para manejar los parásitos internos. Esto puede incluir una variedad de combinaciones de rotaciones de pastos, índices de población flexible y selección genética. También se están investigando varios métodos nuevos de control, incluyendo vacunas, hongos atrapadores de nematodos y  taninos  en los alimentos.

## Resistencia
Dada la importancia de un control eficaz de los parásitos, existe una mayor preocupación por la reducción de la eficacia antihelmíntica. Existe una amplia gama de literatura actual que informa sobre el desarrollo de la resistencia de O. ostertagi a todas las clases principales de antihelmínticos en todo el mundo, incluyendo los Estados Unidos, Nueva Zelanda, Brasil, Argentina y el Reino Unido.  En enero de 2016, se informó sobre la resistencia antihelmíntica de O. ostertagi a las tres clases principales de medicamentos en 20 granjas lecheras del sur de Australia. Los dos métodos de diagnóstico de resistencia antihelmíntica más ampliamente aceptados para O. ostertagi son los métodos in vivo: la prueba de reducción del recuento de huevos en heces (FECRT, por sus siglas en inglés) y la prueba de eficacia controlada (CET, por sus siglas en inglés). La Asociación Mundial para el Avance de la Parasitología Veterinaria (WAAVP) ha proporcionado directrices para la detección de la resistencia antihelmíntica.